# Kapys (Troja)
Kapys (altgriechisch Κάπυς Kápys, latinisiert Capys) ist eine Person der griechischen Mythologie und eponymer Heros der Stadt Capua.
Er gilt als der Sohn des Assarakos (Sohn des Tros) und der Hieromneme, Gemahl der Aigesta, Themiste (auch Themis, Tochter des Ilos), als Vater des Laokoon und des Anchises und damit als Großvater des Aeneas. Er war einer der Stadtbewohner, die das hölzerne Pferd vor den Toren Trojas für eine Falle hielten, die zu zerstören sei.
Kapys galt in der antiken Überlieferung als Gründer und Namensgeber des antiken Capuas. Vergil behauptet, er sei als Begleiter des Aeneas dorthin gelangt, der älteren Überlieferung zufolge kam er jedoch alleine nach Capua. Sein dortiges Grab wurde Sueton zufolge von Kolonisten Caesars zerstört.
Anderen Überlieferungen zufolge ist Capua dagegen von einem Enkel des Aeneas namens „Rhomos“ oder von einem samnitischen Feldherrn namens Kapys gegründet worden.